# Plantago lacustris
Plantago lacustris är en grobladsväxtart som först beskrevs av René Charles Maire, och fick sitt nu gällande namn av Pilger. Plantago lacustris ingår i släktet kämpar, och familjen grobladsväxter. Inga underarter finns listade i Catalogue of Life.